# Philipp Otto Runge

Philipp Otto Runge (Wolgast, 23. srpnja 1777. – Hamburg, 2. prosinca 1810.) je njemački slikar i crtač iz razdoblja romantizma. Kasno je započeo svoju karijeru i umro je mlad, ali ipak se smatra jednim od najvažnijih njemačkih slikara romantizma.

## Život i djelo
Rođen je Wolgastu, u zapadnoj Pomeraniji tada još pod švedskom vladavinom 1777., kao deveto od jedanaestero djece u obitelji brodograditelja. Kao dijete bio je boležljiv te je često izostajao iz škole, a već u ranoj dobi od majke je naučio škarama izrezivati siluete i to je radio cijelog svog života. Godine 1795. započeo je šegrtovanje u trgovačkom poduzeću svog starijeg brata Daniela u Hamburgu. U 1799. Daniel odlučuje financijski podržati njegov studij slikarstva pod vodstvom Jensa Juela na Akademiji u Copenhagenu. Godine 1801. Runge se seli Dresden kako bi nastavio studije gdje upoznaje značajne slikare tog doba, kao što su Caspar David Friedrich, Ludwig Tieck, ali i njegova buduća supruga Pauline Bassenge. Započinje također detaljno proučavati spise Jakoba Boehmea njemačkog mistika iz 17. stoljeća. Godine 1803., za posjeta Weimaru, Runge neočekivano upoznaje Johanna Wolfganga Goethea i oni postaju dobri prijatelji, tim više što su dijelili zajednički interes za boju i umjetnost.
Godine 1804. vjenča se i seli se sa svojom suprugom u Hamburg. Zbog ratne opasnosti tijekom Napoleonove opsade Hamburga on i supruga sele se 1805. u njegovu rodnu kuću u Wolgastu gdje žive do 1807. Tijekom 1805. Rungeovo dopisivanje s Goetheom glede umjetničkog stvaranja i boje postaje sve intenzivnije. Nakon povratka u Hamburg 1807., on i njegov brat Daniel osnivaju novo poduzeće u kojemu će Philipp ostati raditi cijeli život. Iste godine on razvija koncept sfere boja. Godine 1808. pojačao je svoj rad na boji, uključujući i eksperimentiranja s miješanjem boja na disku. Objavljuje također pisane inačice narodnih bajki Ribič i njegova žena i Bademovo stablo, kasnije uključene u zbirku priča braće Grimm. Godine 1809. Runge završava svoj rad na pisanom djelu Farben-Kugel (sfera boja), kasnije objavljenom 1810. u Hamburgu. Iste godine, već ozbiljno obolio od tuberkuloze, Runge slika još jedan autoportret, kao i portret svoje obitelji i svog brata Daniela. Zadnje od njegovo četvero djece rođeno je dan poslije njegove smrti.
Runge je bio duboko kršćanski i mistično orijentiran, te je u svojim likovnim djelima pokušavao izraziti koncept harmonije svemira kroz simbolizam boje, oblika i brojeva. Smatrao je plavu, žutu i crvenu boju simbolima kršćanskog Trojstva i izjednačio plavu s Bogom Ocem i noći, crvenu s jutrom, sumrakom i Isusom i žutu s Duhom Svetim (Runge 1841., I, str. 17.). Pisao je također poeziju a pri kraju života planirao je niz od četiri slike naslovljene Doba dana, smišljene da budu izložene u posebnoj zgradi gdje će se moći razgledati isključivo uz pratnju glazbe i čitanje poezije. Ovaj je pristup bio vrlo raširen među umjetnicima romantizma, koji su pokušavali dostići vrhunac "potpune umjetnosti", ili fuzije svih oblika umjetnosti. Godine 1803. Runge je već izradio grafike velikog formata na temelju niza crteža Doba dana koje su imale veliki prodajni uspjeh i predstavljeni su i Goetheu. Runge je naslikao dvije inačice Jutra (danas u Kunsthalleu u Hamburgu), ali druga doba dana nisu prešla fazu crteža. "Jutro" je predstavljalo početak nove vrste slikanja pejzaža u kojem se snažno oslikavaju emocije i religijski doživljaj.
Runge je također bio jedan od najznačajnijih njemačkih portretista svog razdoblja i mnogi njegovi portreti se danas nalaze u Hamburgu. Njegov je stil krut, oštar i intenzivan, na momente gotovo naivan.

## Runge i boja
Rungeov interes za boju bio je prirodni ishod njegovog rada kao slikara i njegovog istraživačkog uma. Među njegovim prihvaćenim principima bio je da "koliko je poznato, postoje samo tri boje, žuta, crvena i plava" (pismo Goetheu od 3. srpnja 1806.). Njegov cilj je bio izgradnja potpunog svijeta boja miješanjem triju osnovnih, ili međusobno ili zajedno s bijelom i crnom bojom. U istom opširnom pismu, Runge je prilično detaljno objašnjavao njegov pogled na red boja i skicirao je krugove s mješavinama boja, gdje tri primarne boje formiraju jednakostranični trokut, a s njihovim komplementarnim bojama formiraju šesterokut. Došao je do koncepta sfere boja negdje oko 1807., sudeći prema pismu Goetheu od 21. studenog iste godine, tako da je proširio njegov krug boja u sferu, s bijelom i crnom bojom smještenima na polovima. Tijelo miješanja boja u obliku dvostruke trostranične piramide već je bio predložio Tobias Mayer 1758., što je Runge znao. Njegovo proširenje tog geometrijskog tijela na kuglu imalo je više idealističke razloge nego logičku potrebu. Njegovim eksperimentiranjem s diskovima miješanja boja iz 1807., nadao se doći do znanstvenih temelja za oblik kugle. Nakon ohrabrenja od Goethea i drugih njegovih prijatelja, napisao je znanstveni rad 1808. u kojem opisuje svoju sferu boja, naknadno ponovo objavljen u Hamburgu 1810. Osim opisa sfere boja u radu se nalazi ilustrirani esej o pravilima harmonije boja i jedan o bojama u prirodi kojeg je napisao njegov prijatelj Henrik Steffens. Ručno oslikane ilustracije prikazuju dva različita pogleda na sferu boja i vodoravne i okomite presjeke s prikazom unutrašnjosti (vidi sliku lijevo). Rungeova rana smrt ograničila je utjecaj njegovog djela. Goethe, koji je pročitao rukopis prije njegovog objavljivanja, spomenuo ga je u svojem djelu Farbenlehre ("teorija boja") iz 1810. kao "uspješan završetak ove vrste istraživanja." Djelo je ubrzo zasjenjeno novim hemisfernim sustavom Michela Eugènea Chevreula iz 1839. Sustav sferičnog rasporeda boja patentirao je 1900. Albert Henry Munsell, ali je ubrzo bio zamijenjen iregularnim oblikom tijela.

## Vanjske poveznice
- P. O. Runge, umjetnik
- Radovi u Web Gallery of Art
- Tekst P. F. Schmidta "Philipp Otto Runge; sein Leben und sein Werk", Leipzig: Insel Verlag 1923.
- Runge-Haus u Wolgastu
- Engleski prijevod "Farben-Kugel" i dodatni materijal  Arhivirana inačica izvorne stranice od 12. svibnja 2008. (Wayback Machine)
- Njemački majstori 19. stoljeća: Slike i crteži Savezne Republike Njemačke, katalog izložbe u The Metropolitan Museum of Art s potpunim tekstom, sadrži i tekst o Philippu Ottu Rungeu (br. 70. – 73.)